# Bugezi
Bugezi är ett vattendrag i Burundi.   Det ligger i provinsen Makamba, i den södra delen av landet, 100 kilometer sydost om huvudstaden Bujumbura.
Omgivningarna runt Bugezi är en mosaik av jordbruksmark och naturlig växtlighet. Runt Bugezi är det tätbefolkat, med 356 invånare per kvadratkilometer.